# Psectrocladius barbatimanus
Psectrocladius barbatimanus är en tvåvingeart som beskrevs av Jean-Jacques Kieffer 1926. Psectrocladius barbatimanus ingår i släktet Psectrocladius och familjen fjädermyggor.
Artens utbredningsområde är Northwest Territories, Kanada. Inga underarter finns listade i Catalogue of Life.